# Il secolo breve
(Eric Hobsbawm, dalla prefazione a Il secolo breve, pag. 24)
Il secolo breve (sottotitolo: 1914-1991: l'era dei grandi cataclismi; titolo originale: The Age of Extremes: The Short Twentieth Century, 1914–1991) è un saggio dello storico britannico Eric Hobsbawm, dedicato agli avvenimenti principali del XX secolo. L'autore, considerato uno dei massimi storici contemporanei, espone la tesi che il periodo compreso fra la prima guerra mondiale ed il crollo dell'Unione Sovietica presenti un carattere coerente, molto diverso da quello del lungo XIX secolo (iniziato con la Rivoluzione francese del 1789 e chiuso dalla belle Époque), di cui Hobsbawn si era occupato nelle sue opere precedenti.

## Sinossi
Nel testo l'Autore analizza le svolte storiche del periodo fra il 1914 ed il 1991, che pur non coincidendo con il ventesimo secolo ne rappresenta la parte fondamentale. L'opera costituisce una sorta di seguito della celebre trilogia di libri scritti dall'intellettuale marxista su quello che egli definisce il lungo XIX secolo (The Age of Revolution: Europe 1789-1848, The Age of Capital: 1848-1875 e The Age of Empire: 1875-1914, tutti tradotti in Italia), ma va rilevato che molti critici (e l'Autore stesso) sostengono che il livello di approfondimento è molto inferiore a quello delle opere precedenti.
Per Hobsbawm il secolo breve si contraddistingue per i disastrosi fallimenti del fascismo (e, più in generale, dei nazionalismi), del socialismo di Stato e del capitalismo. Lo storico inglese offre un commento scettico e disincantato circa il progresso e la capacità di fare predizioni sul futuro, non mancando tuttavia di formulare alcune opinioni sull'avvenire e alcune tendenze emerse alla fine della guerra fredda. Benché l'oggetto della trattazione sia il periodo che va dal 1914 al 1991, l'autore dichiara subito che l'obiettivo «è quello di comprendere e spiegare perché le cose siano andate in un certo modo e come i fatti si colleghino tra loro».

## Le tre fasi del secolo
L'Autore osserva che non c'è soluzione di continuità fra l'Ottocento ed i primi anni del Novecento: nei canonici anni 1900 e 1901 non c'è alcuna rottura storica, mentre nel 1914 lo scoppio della prima guerra mondiale porta ad un evidente iato e segna la nascita di un'epoca storica distinta e con caratteri propri: il secolo breve. Allo stesso modo, la conclusione di quest'epoca non coincide con l'anno 2000, ma può essere anticipata al 1991, anno del dissolvimento dell'Unione Sovietica, che farebbe venir meno uno dei caratteri fondamentali del secolo breve (il conflitto fra capitalismo e i sistemi totalitaristi come comunismo e fascismo). Il 1991 segnerebbe quindi l'inizio di un'ulteriore epoca storica, dai caratteri ancora imprecisi.
Hobsbawm divide il secolo in tre fasi distinte: 
- l'Età della catastrofe, dal 1914 al 1945, che viene paragonata al periodo della guerra dei trent'anni (per via dei grandi sconvolgimenti materiali e forse ancor più per la totale incompatibilità - tipica delle guerre di religione - delle visioni del mondo che si erano scontrate) e dominata dai due conflitti mondiali e dalle numerose crisi e rivoluzioni che li accompagnarono (ad es. la Rivoluzione russa) e seguirono; questa fase violenta portò a grandi sconvolgimenti in campo politico (ad es. il dissolvimento di molti Imperi, anche millenari, quali il russo, il tedesco, l'austriaco, e l'ottomano; la nascita e l'affermazione di Stati dominati dalle ideologie totalitariste), economico-sociale (ad es. la Grande depressione) ed artistico;
- l'Età dell'oro, dal 1946 al 1973, in cui molti dei problemi che avevano attanagliato il mondo nei decenni precedenti sembrano attenuarsi o addirittura scomparire: sono gli anni della definitiva fine del colonialismo (e di altri imperi, come quello britannico), della guerra fredda, di numerose scoperte in campo medico, scientifico e tecnologico, e soprattutto di una vigorosa crescita dell'economia, in particolare nelle nazioni dominate dal capitalismo di stampo occidentale (dove il liberismo ufficiale viene spesso moderato dall'intervento dello Stato nell'economia), ma anche in quelle con sistema economico comunista (boom economico);
- la Frana, ovvero gli anni che vanno dal 1973 al 1991: il primo è l'anno della guerra del Kippur e del conseguente primo shock petrolifero, il secondo quello della dissoluzione dell'URSS (la caduta del Muro di Berlino del 1989 è una possibile alternativa), con la conseguente fine della guerra fredda ed il crollo della credibilità delle ideologie politiche totalitarie; questi anni sarebbero caratterizzati dal riemergere di molti dei problemi che l'età dell'Oro aveva sopito: il più rilevante è la crisi economica, che (pur coinvolgendo anche i Paesi capitalisti, dove porta a politiche tendenti a ridurre l'intervento dello Stato nell'economia) mette in evidenza tutte le deficienze dei regimi socialisti, delegittimandoli dall'interno e causandone il collasso; a loro volta, i problemi economici (e il venir meno degli apparati repressivi negli stati del blocco comunista: si pensi alla ex Jugoslavia) tendono a riacuire i nazionalismi, e al rifiorire di conflitti armati.

Con la prima guerra del Golfo alle porte, le avvisaglie di una prossima ventura questione islamica, le continue e mai sopite tensioni in Medio Oriente nonché i numerosi focolai di guerra in varie parti del globo, il secolo breve, per Hobsbawm, «è finito in un disordine mondiale di natura poco chiara e senza che ci sia un meccanismo ovvio per porvi fine o per tenerlo sotto controllo».
A parere dello storico:
(pag. 650)
In senso più compiuto:
(id.)

## Edizione e struttura dell'opera
Edito per la prima volta nel 1994 da Pantheon Books-Random House (New York) col titolo Age of Extremes, il volume fu pubblicato in Italia nel 1995 nella collana Storica dell'Editore Rizzoli, che ne acquisì i diritti quell'anno.
Nella prefazione l'autore dà conto di propri possibili punti di vista non oggettivi, scorrendo in panoramica gli eventi salienti del secolo ventesimo; il libro è corredato da un'appendice con l'indicazione di letture di approfondimento e da un ampio apparato bibliografico, oltre che da un indice dei nomi.